# Constâncio Galo
Flávio Cláudio Constâncio Galo (em latim: Flavius Claudius Constantius Gallus), chamado geralmente apenas de Constâncio Galo, era membro da dinastia constantiniana e foi césar do Império Romano entre 351 e 354 e cônsul por três vezes entre 352 e 354. Constâncio era filho de Júlio Constâncio com sua primeira esposa, Gala, e neto por parte de pai do imperador romano do ocidente Constâncio Cloro e de sua esposa Flávia Maximiana Teodora. Além disso, era meio-irmão do imperador Constantino I (que era filho de Constâncio Cloro com outra mulher) e, portanto, "meio-primo" de seus filhos, os imperadores Constantino II, Constâncio II e Constante. Galo tinha três irmãos: uma irmã mais velha de nome desconhecido e que foi a primeira esposa de Constâncio II, um irmão mais velho, cujo nome também é desconhecido e que foi assassinados nos expurgos que se seguiram à morte de Constantino I, e finalmente um meio-irmão mais novo fruto do segundo casamento de Júlio Constâncio chamado Flávio Cláudio Juliano, mais conhecido como Juliano.

## Biografia
Galo nasceu em Massa Veternense (moderna Massa Marittima, na Itália), na província da Itália, depois que seu pai foi reconvocado de seu exílio. Porém, seu pai e seu irmão mais velho estavam entre os que foram assassinados nos expurgos depois da morte de Constantino I em 337. Ele, porém, foi um dos únicos homens da sua família, com exceção dos três filhos do imperador com a imperatriz Fausta, que não foram mortos. Além destes, sobreviveram também Juliano, seu meio-irmão, e Nepociano, ambos muito jovens na época.
Há um debate sobre onde Galo teria passado sua juventude. Uma das teorias é que ele viveu com Juliano na Nicomédia sob os cuidados de Eusébio de Nicomédia, que foi bispo da cidade até 340. Quando Eusébio foi nomeado bispo de Constantinopla, os dois foram junto com ele e, acredita-se, depois que ele morreu, em 341, Constâncio enviou Galo e Juliano para continuarem seus estudos nos domínios imperiais em Macelo na Capadócia. Uma outra teoria afirma que pistas encontradas nas fontes sugerem que Galo teria sido enviado para Éfeso para estudar, depois foi exilado em Trales (moderna Aidim, na Turquia) e, finalmente, para Macelo.

## César
Em 350, Magnêncio se revoltou contra o imperador Constante e o matou, tomando para si o trono. Constâncio II se preparou para enfrentar o usurpador, mas precisava de alguém para representá-lo no oriente e, para este fim, convocou Galo, que vivia em Sirmio na época, elevou-o a césar (15 de março de 351), deu-lhe o nome de "Constâncio" e, para reforçar ainda mais seus laços com o "meio-primo", permitiu que ele se casasse com sua irmã Constantina. Galo e Constantina, que provavelmente compartilhava do objetivo do irmão de manter o jovem césar sob controle, se mudaram para Antioquia.
Durante seu mandato, Galo teve que lidar com uma revolta dos judeus da Judeia, uma rebelião que provavelmente já havia iniciado antes de Galo, mas que foi, mesmo assim, esmagada por seu general Ursicino, que mandou executar todos os rebeldes. Na época, Galo foi salvo de um complô para matá-lo quando uma mulher revelou que pessoas que viviam em sua casa estavam conspirando contra ele. Algumas fontes, entre as quais João Zonaras, alegam que este complô foi organizado por Magnêncio para tentar distrair Constâncio.
Filostórgio afirma que os generais de Galo venceram uma campanha contra os sassânidas. Outras fontes descartam essa opinião afirmando que havia uma situação de paz entre romanos e o Império Sassânida na época. Em 354, Galo enviou o conde do Oriente Nebrídio contra os isauros que estavam atacando a cidade de Selêucia no Tigre.
Seja por causa da necessidade de juntar comida para as tropas para suprir uma campanha contra os persas ou de uma seca, o fato é que o suprimento de cereais da cidade se exauriu. Para conter os altos preços, Galo forçou a publicação de algumas leis sem considerar a opinião do Senado, alienando desta forma a opinião da classe senatorial da cidade. Amiano Marcelino, que era desta mesma classe, conta como a fúria do povo de Antioquia por causa da fome foi desviada de Galo pelo consular da Síria (consularis syriae) Teófilo, que acabou assassinado pela turba.
Amiano relata ainda que Galo e Constantina deram início a vários julgamentos de magia contra vários dos mais ricos habitantes da cidade e executaram vários inocentes para tomar-lhes a fortuna. A mesma fonte alega ainda que Galo andava anônimo pela cidade à noite, perguntando aos transeuntes sua opinião sobre o césar. Juliano conta que Galo passavam bastante tempo no hipódromo da cidade, provavelmente tentando conseguir o apoio da população.
Duvidando da lealdade do meio-primo, Constâncio reduziu as forças sob seu comando e enviou o prefeito pretoriano Domiciano a Antioquia para pedir a Galo que voltasse para a Itália. Diferentes fontes contam diferentes histórias, mas todas concordam que Galo prendeu Domiciano e o questor Môncio Magno, que tentou ajudá-lo, e mandou executar os dois. A prisão de Môncio levou à descoberta do que parece ter sido um complô para elevar um usurpador contra Galo. Os conspiradores tinham o apoio de dois tribunos das fábricas (tribuni fabricarum; oficiais responsáveis pelas fábricas de armamentos), que tinham prometido armas para uma revolta, e provavelmente das tropas na Mesopotâmia, além do reitor da província da Fenícia. Todos foram presos e executados.

## Queda e morte

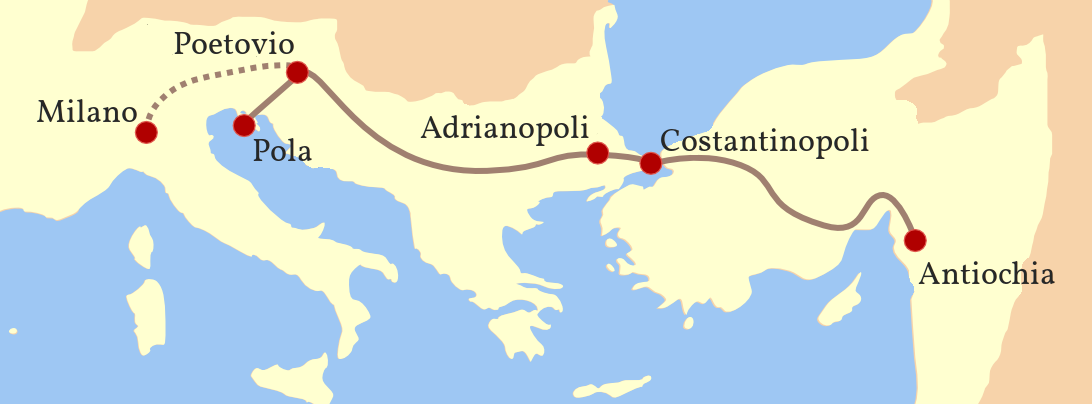
Viagem final de Constâncio Galo.

Constâncio foi informado dos julgamentos em Antioquia durante uma campanha contra os alamanos. Depois de assinar a paz com eles, decidiu resolver o problema que Galo havia se tornado. Primeiro, convocou Ursicino ao ocidente, pois suspeitava que ele é quem estava incitando Galo para criar uma oportunidade de se revoltar e usurpar o trono para seu próprio filho. Em seguida, convocou Galo e Constantina a Mediolano (moderna Milão), sua capital. Constantina partiu na frente para tentar ganhar a confiança do irmão, mas morreu em Ceno Galicano (Coenum Gallicanum/Caeni Gallicani), na Bitínia. Galo, cujos laços com Constâncio estavam enfraquecidos, ficou em Antioquia. Constâncio então tentou atraí-lo enviando o tribuno dos escutários (tribunus scutariorum) Escudilo para informá-lo que Constâncio pretendia elevá-lo a "augusto". Traído por sua ambição, Galo mordeu a isca e foi ao encontro do imperador. Numa exibição de seus presumidos futuros poderes de augusto, Galo armou uma corrida de bigas no Hipódromo de Constantinopla e coroou o vitorioso, uma honra reservada aos augustos. A insolência enfureceu Constâncio e aumentou seu desgosto pelo césar. Numa tentativa de isolá-lo de qualquer proteção militar, o imperador ordenou a retirada de todas as guarnições militares das cidades no caminho de Galo até Mediolano.
Quando Galo chegou em Petóvio (moderna Ptuj, na Eslovênia), na Nórica, Barbácio, um oficial que apoiava a queda de Galo na corte de Constâncio, cercou o palácio onde estava o césar o prendeu, retirando-lhe as vestes imperiais, mas assegurando-lhe que não lhe faria mal. Galo foi levado a Pola (Pula, na Croácia), na Ístria, onde foi interrogado por alguns dos mais altos oficiais da corte imperial, entre eles o eunuco e prepósito do cubículo sagrado Eusébio e o agente nos assuntos Apodêmio. Galo tentou colocar a culpa pelos seus atos em Constantina, mas acabou condenado à morte pelo imperador. Constâncio depois mudou de ideia e ordenou que Galo fosse poupado, mas Eusébio orquestrou para que a ordem não chegasse aos executores.